# The Battlefords (ancienne circonscription fédérale)
Pour les articles homonymes, voir The Battlefords.
The Battlefords était une circonscription électorale fédérale de la Saskatchewan, représentée de 1935 à 1968.
La circonscription a été créée en 1933 en regroupant une partie des territoires des circonscriptions de North-Battleford, Rosetown et Battleford Sud. Abolie en 1966, elle fut redécoupée entre les circonscriptions de Meadow Lake, Battleford—Kindersley et Saskatoon—Biggar.

## Députés
1. 1935-1940 — Joseph Needham, CS
2. 1940-1945 — John Albert Gregory, PLC
3. 1945-1949 — Max Campbell, CCF
4. 1949-1953 — Arthur James Bater, PLC
5. 1953-1958 — Max Campbell, CCF (2)
6. 1958-1968 — Albert Horner, PC